# Andrei Blaier
Andrei Blaier (n. 16 mai 1933, București — d. 1 decembrie 2011, București) a fost un regizor și scenarist român. A absolvit cursurile Institutului Național de Artă Teatrală și Cinematografică în 1956.  Profesor universitar, îndrmător , alăuri de Lucian Bratu, al mișcării de cineamatori. În paralel cu filmele de ficțiune, a realizat numeroase producții documentare și utilitare în cadrul Studioului Cinematografic București.
Cineast îndeobște conformist, realizează un film surprinzător, original, în 1975 — Ilustrate cu flori de cîmp (pentru care primește premiul ACIN). Alte lungmetraje premiate au fost: Apoi s-a născut legenda, (Phnom Penh, 1968), Prin cenușa imperiului (premiul ACIN, 1976), Lumini și umbre (premiul ACIN, 1982), Bătălia din umbră (premiul ACIN, 1986).
Andrei Blaier a decedat la 1 decembrie 2011. Este înmormântat în Cimitirul Bellu Catolic.

## Filmografie

### Ca regizor

#### Ficțiune
- Ora „H” (1956) - în colaborare cu Sinișa Ivetici
- Prima melodie (1958) - în colaborare cu Sinișa Ivetici
- Mingea (1959) - în colaborare cu Sinișa Ivetici
- Furtuna (1960) - în colaborare cu Sinișa Ivetici
- A fost prietenul meu (1962)
- Casa neterminată (1964)
- Diminețile unui băiat cuminte (1967)
- Apoi s-a născut legenda (1968)
- Apoi s-a născut legenda (1968)
- Discurs pentru o floare TV(1970)
- Vilegiatura (1971)
- Pădurea pierdută (1971)
- Cireșarii, serial TV (1972)
- Ilustrate cu flori de cîmp (1975)
- Prin cenușa imperiului (1976)
- Trepte pe cer (1978)
- Urgia (1978) - în colaborare cu Iosif Demian
- Totul pentru fotbal (1978)
- Lumini și umbre (film serial, 1979–1982) - în colaborare cu Mircea Mureșan și Mihai Constantinescu
- Întunericul alb (1982)
- Fapt divers (1985)
- Rîdeți ca-n viață (1985)
- Bătălia din umbră (1986)
- Vacanța cea mare (1988)
- Dreptatea (1989)
- Momentul adevărului (1989)
- Divorț... din dragoste (1992)
- Crucea de piatră (1994)
- Terente, regele bălților (1995)
- Dulcea saună a morții (2003)

#### Documentare
- Instruiți, controlați, sancționați (1970)
- Prietenii (1971)
- Datoria (1972)
- Școala (1975)
- Avertismentul (1975)
- Despre București (1975)
- Manevra (1975)
- Munca politică de masă, film serial, (1976)

### Ca scenarist
- Ora „H” (1956)
- Mingea (1959) - în colaborare cu Francisc Munteanu și Sinișa Ivetici
- Diminețile unui băiat cuminte (1967) - adaptare cinematografică
- Despre o anume fericire (1973)
- Ilustrate cu flori de cîmp (1975)
- Prin cenușa imperiului (1976) - adaptare cinematografică
- Trepte pe cer (1978)
- Întunericul alb (1982)
- Rîdeți ca-n viață (1985)
- Vacanța cea mare (1988)
- Divorț... din dragoste (1992) - ideea scenariului

## Controverse
În aprilie 2011, Andrei Blaier a fost acuzat de CNSAS că a fost recrutat de Securitate încă din 1956 și că ar fi dat mai multe note scrise care au dus la arestarea unor persoane. Andrei Blaier, care ar fi avut numele de cod „Brateș”, ar fi turnat actori, scenariști și regizori.

## Distincții
- Ordinul Național Serviciul Credincios, în grad de Cavaler[5]